# Ivan Dresser
Pour les articles homonymes, voir Dresser.
Ivan Chandler Dresser (né le 3 juillet 1896 à New York et mort le 27 décembre 1956) est un athlète américain spécialiste du cross-country et du demi-fond.

## Carrière

### Palmarès
| Date | Compétition           | Lieu   | Discipline          | Résultat | Performance  |
| ---- | --------------------- | ------ | ------------------- | -------- | ------------ |
| 1920 | Jeux olympiques d'été | Anvers | 3 000 m par équipes | 1er      | 8 min 51 s 4 |